# Thylacorhynchus filostylus
Thylacorhynchus filostylus är en plattmaskart som beskrevs av Tor Karling 1956. Thylacorhynchus filostylus ingår i släktet Thylacorhynchus, och familjen Schizorhynchidae. Arten är reproducerande i Sverige.